# 亀垣一
亀垣 一（かめがき はじめ、1957年8月21日 - ）は、日本の男性アニメーター、メカニックデザイナー、アニメ演出家・監督。

## 来歴
専門学校東京デザイナー学院アニメーション科（現：専門学校東京クールジャパン）出身。『無敵超人ザンボット3』でアニメーターとしてデビューした後、スタジオZやスタジオZ5を経て数多くの作品の演出など、20年以上のキャリアを持つ現在でも第一線で活躍している。同じアニメ演出家の鍋島修と共に仕事をすることが多いほか、演出や絵コンテを担当することが多い。
本橋秀之との共同ペンネーム「亀本秀一」名義での仕事もある。
代表作は『ふしぎ遊戯』、『ソニックX』、『史上最強の弟子ケンイチ』など。また、『ルパン三世VS名探偵コナン』では、『ルパン三世』と『名探偵コナン』の両方に参加していたことから監督として選ばれた。

## 参加作品

### 監督作品
1991年
- 静かなるドン
- 緊急発進セイバーキッズ（1991年 - 1992年）

1995年
- ふしぎ遊戯（1995年 - 1996年）

1996年
- ガンバリスト・駿（1996年 - 1997年）

1997年
- B'T X NEO

1999年
- ときめきメモリアル
- ハイスクール・オーラバスター

2000年
- 妖しのセレス

2001年
- 卒業M
- PROJECT ARMS -the 2nd chapter-（2001年 - 2002年）

2003年
- ソニックX（2003年 - 2004年）

2004年
- アズサ、お手伝いします!

2005年
- まじめにふまじめ かいけつゾロリ（2005年 - 2006年）

2006年
- 史上最強の弟子ケンイチ（2006年 - 2007年）
- まじめにふまじめ かいけつゾロリ なぞのお宝大さくせん
- ルパン三世 セブンデイズ・ラプソディ
- エア・ギア

2007年
- 劇場版 NARUTO -ナルト- 疾風伝

2008年
- 劇場版 NARUTO -ナルト- 疾風伝 絆

2009年
- ルパン三世VS名探偵コナン
- 花咲ける青少年

2012年
- ルパン三世 東方見聞録 〜アナザーページ〜

2013年
- ルパン三世VS名探偵コナン THE MOVIE

2014年
- それでも世界は美しい

2016年
- パズドラクロス（2016年 - 2018年）

2017年
- 佐賀県を巡るアニメーション「おかえり 故郷の唐津」

2018年
- パズドラ（2018年 - ）

### テレビアニメ
1977年
- 無敵超人ザンボット3（1977年 - 1978年、動画）

1978年
- 宝島（1978年 - 1979年、動画）
- 無敵鋼人ダイターン3（1978年 - 1979年、原画）
- 宇宙戦艦ヤマト2（1978年 - 1979年、原画）

1979年
- くじらのホセフィーナ（原画）
- 機動戦士ガンダム（1979年 - 1980年、原画）

1980年
- ムーの白鯨（メカ修正）
- マリンスノーの伝説（原画）
- 太陽の使者 鉄人28号（1980年 - 1981年、メカ修正）
- 宇宙戦士バルディオス（1980年 - 1981年、メカデザイン、29話原画）

1981年
- 戦国魔神ゴーショーグン（メカデザイン）
- 六神合体ゴッドマーズ（1981年 - 1982年、メカデザイン）

1984年
- ルパン三世 PARTIII（1984年 - 1985年、絵コンテ・演出・作画監督）

1990年
- ルパン三世 ヘミングウェイ・ペーパーの謎（原画）

1991年
- ルパン三世 ナポレオンの辞書を奪え（原画）

1992年
- 超電動ロボ 鉄人28号FX（1992年 - 1993年、絵コンテ・演出・メカ作画監督）

1993年
- ルパン三世 ルパン暗殺指令（メカデザイン、原画）

1994年
- とっても!ラッキーマン（1994年 - 1995年 絵コンテ、演出）
- 魔法騎士レイアース（1994年 - 1995年、絵コンテ・演出）

1995年
- 鬼神童子ZENKI（絵コンテ・演出）

1996年
- 爆走兄弟レッツ&ゴー!!（絵コンテ）
- 名探偵コナン（1996年 - 、絵コンテ・演出・構成・原画）

1997年
- 吸血姫美夕（1997年 - 1998年、絵コンテ）

1999年
- 南海奇皇（絵コンテ・演出）

2000年
- とっとこハム太郎（2000年 - 2004年、絵コンテ）

2001年
- サイボーグ009 THE CYBORG SOLDIER（2001年 - 2002年、演出）

2002年
- 天使な小生意気（絵コンテ）

2003年
- 奇鋼仙女ロウラン（絵コンテ）
- ポポロクロイス（2003年 - 2004年、原画）

2004年
- 阿貴的家族（2004年 - 2005年、絵コンテ）

2005年
- エンジェル・ハート（2005年 - 2006年、絵コンテ）

2012年
- ふるさと再生 日本の昔ばなし（2012年 - 2017年、絵コンテ・演出・作画）

2013年
- 幕末義人伝 浪漫（絵コンテ）

2015年
- 神様はじめました◎（絵コンテ）

2016年
- 名探偵コナン コナンと海老蔵 歌舞伎十八番ミステリー（絵コンテ・演出）

2017年
- 笑ゥせぇるすまんNEW（原画）

2019年
- ルパン三世 グッバイ・パートナー（メカ作画監督）

2021年
- ルパン三世 PART6（絵コンテ）

2024年
- グレンダイザーU（原画）

### 劇場アニメ
1981年
- 劇場版 宇宙戦士バルディオス（メカデザイン・原画）

1983年
- 宇宙戦艦ヤマト 完結編（原画）

1984年
- うる星やつら2 ビューティフル・ドリーマー（原画）

1985年
- オーディーン 光子帆船スターライト（原画）

2001年
- 名探偵コナン 天国へのカウントダウン（原画）

2004年
- 名探偵コナン 銀翼の奇術師（原画）

2005年
- 名探偵コナン 水平線上の陰謀（絵コンテ協力）

2006年
- 名探偵コナン 探偵たちの鎮魂歌（絵コンテ協力）

2007年
- 名探偵コナン 紺碧の棺（絵コンテ協力）

2008年
- ONE PIECE THE MOVIE エピソードオブチョッパー+冬に咲く、奇跡の桜（絵コンテ協力）
- 名探偵コナン 戦慄の楽譜（絵コンテ協力）

2009年
- 名探偵コナン 漆黒の追跡者（原画）

2010年
- 名探偵コナン 天空の難破船（絵コンテ協力）

2011年
- 名探偵コナン 沈黙の15分（絵コンテ協力）

2012年
- 名探偵コナン 11人目のストライカー（絵コンテ協力、原画）

2013年
- 名探偵コナン 絶海の探偵（原画）

2014年
- THE LAST -NARUTO THE MOVIE-（原画）

2015年
- 名探偵コナン 業火の向日葵（原画）

### OVA
1984年
- BIRTH（原画）

1987年
- Good Morningアルテア（設定デザイン）
- 学園特捜ヒカルオン（原画）

1990年
- 真・超神伝説うろつき童子 魔胎伝(上)（原画）

### ゲーム
1984年
- サンダーストーム（原画・メカデザイン・作画監督）

1989年
- Superアルバトロス（原作・キャラクターデザイン・絵コンテ・原画）